# Malý Ľadový štít
Der Malý Ľadový štít (älter Ľadová kopa; deutsch Markasitturm, ungarisch Markazit-torony, polnisch Lodowa Kopa) ist eine 2602 m n.m. hohe Spitze im Bergmassiv des Ľadový štít in der Hohen Tatra in der Slowakei. Vom Ľadový štít ist der Berg durch die Scharte Ľadová štrbina getrennt.
Der Berg hat einen Hauptgipfel auf der NW-Seite und um ein paar Meter tiefer gelegenen Nebengipfel auf der SO-Seite. Er ist nur mit einem Bergführer zu besteigen, ist aber relativ leicht vom touristisch erschlossenen Sattel Sedielko (2376 m n.m.) erreichbar.